# Naga Beralih
Naga Beralih is een bestuurslaag in het regentschap Kampar van de provincie Riau, Indonesië. Naga Beralih telt 2191 inwoners (volkstelling 2010).